# معاهدة القسطنطينية (1782)
كانت معاهدة القسطنطينية الموقعة في 14 سبتمبر 1782 اتفاقية سلام وصداقة واتفاقيةً تجارية وقعتها حكومة إسبانيا والباب العالي للدولة العثمانية (تركيا الآن). كانت البنود الرئيسية الواردة فيها:
- التجارة الحرة بين البلدين. دفع 3% من الرسوم.
- لا يمكن سجن المواطنين الإسبان على الأراضي التركية، ولكن يتم تسليمهم إلى السلطات الإسبانية.
- سيؤسس الباب العالي العثماني وكيلًا في لقنت لمساعدة المواطنين العثمانيين.
- يتوسط الباب العالي حتى تتمكن إسبانيا من توقيع السلام مع المقاطعات الأمازيغية في الجزائر وتونس وطرابلس.
- سيتم استقبال سفن البلدين الموقعين في موانئ الطرف الآخر في مواجهة هجمات العدو.